# Radomyśl (Mazovie)
Pour les articles homonymes, voir Radomyśl.
Radomyśl (prononciation : [raˈdɔmɨɕl]) est un village polonais de la gmina de Wiśniew dans le powiat de Siedlce de la voïvodie de Mazovie dans le centre-est de la Pologne.
Il se situe à environ 7 kilomètres au sud-est de Wiśniew (siège de la gmina), 16 kilomètres au sud-est de Siedlce (siège du powiat) et à 96 kilomètres à l'est de Varsovie (capitale de la Pologne).
Le village comptait approximativement une population de 470 habitants en 2012.

## Histoire
De 1975 à 1998, le village appartenait administrativement à la voïvodie de Siedlce.

Depuis 1999, il appartient administrativement à la voïvodie de Mazovie